# نهر الصراة
نهر الصراة
هو أحد انهار بغداد القديمة، يتفرع من نهر عيسى، يصب ماؤه في الجانب الغربي من بغداد، فيسقي بساتينهم
وضياعهم، ويدخل المدينة فينتفع به ويشرب منه.ونهر عيسى تجري فيه السفن من الفرات إلى بغداد ، وليس به سد ولا حاجز، وأما نهر الصراة فلا تقدر السفن على ركوبه لكثرة أسداد الأرحاء المتخذة عليه. ان نهر الصراة يأخذ ماؤه من نهر عيسى فوق المحول، بينها وبين بغداد فرسخ ويسقي ضياع بادوريا وبساتينها، ويتفرع منه انهار كثيرة إلى أن يصل إلى بغداد، فيمر بقنطرة العباس، ثم يمر إلى قنطرة الصبيبات، ثم إلى قنطرة البطريق، وهي قنطرة الزبد، ثم إلى القنطرة العتيقة، ثم إلى القنطرة الجديدة، ولم يبقى عليه إلا القنطرة العتيقة والجديدة ثم يصب في دجلة. ونهر الصراة هو الحد بين طسوج قطربل في شمال بغداد الغربية، وطسوج بادوريا في جنوبها، ويصب في دجلة أسفل من باب البصرة أحد أبواب المدينة المدورة. وقد صنفه جلال الدين السيوطي في أسماء العيون المعروفة.كما ذكر ابن حوقل انه تتحلب من نهر عيسى صبابات تجتمع فتصير نهراً يسمى الصراة، يفضي أيضاً إلى بغداد، وعليه عمارات كثيرة للجانب الغربي، وينفجر منه أنهار كثيرة لعمارات الناحية، ويقع ما يبقى من ماء الصراة الكبيرة والصراة الصغيرة (التي يقع عليها قصر ابن هبيرة)، فيما يجاور نهر عيسى من بغداد إلى دجلة، في جوف مدينة بغداد، وعليه كثير من مساكنهم ودورهم وبساتينهم.